# (300325) 2007 QL4
(300325) 2007 QL4 es un asteroide perteneciente al cinturón de asteroides, región del sistema solar que se encuentra entre las órbitas de Marte y Júpiter.
Fue descubierto el 26 de agosto de 2007 por el equipo del Observatorio astronómico Galileo Galilei desde Suno, Italia.

## Designación y nombre
Designado provisionalmente como 2007 QL4.

## Características orbitales
(300325) 2007 QL4 está situado a una distancia media del Sol de 2,422 ua, pudiendo alejarse hasta 3,123 ua y acercarse hasta 1,721 ua. Su excentricidad es 0,289 y la inclinación orbital 9,247 grados. Emplea 1376,40 días en completar una órbita alrededor del Sol.

## Características físicas
La magnitud absoluta de (300325) 2007 QL4 es 16,81.